# Жнин
Жнин (на полски: Żnin) е град в Централна Полша, Куявско-Поморско войводство. Административен център е на Жнински окръг, както и на градско-селската Жнинска община. Заема площ от 8,35 км2.